# لبن
لبن (به اسپانیایی: Lobón) یک شهرستان در اسپانیا است که در استان باداخس واقع شده‌است.

## خصوصیات
لبن ۵۸ کیلومترمربع مساحت و ۲٬۸۶۹ نفر جمعیت دارد و ۲۴۵ متر بالاتر از سطح دریا واقع شده‌است.